# غاي أ. براشاو
غاي أ. براشاو (بالإنجليزية: Gay A. Bradshaw)‏ هي عالمة نفس أمريكية، ولدت في 1956.